# Fédération Internationale de Trampoline
De Fédération Internationale de Trampoline (FIT) is een voormalige internationale sportfederatie voor trampolinespringen.

## Historiek
De organisatie werd opgericht kort na de eerste wereldkampioenschappen in 1964. Het oprichtingscongres vond plaats op 22 maart van dat jaar in de Deutsche Turnschule te Frankfurt am Main. De eerste voorzitter werd de Zwitser Rene Schaerer en algemeen-secretaris werd de West-Duitser Erich Kinzel. Ondervoorzitter werd de Brit Ted Blake en penningmeester de Belg Richard Vereecken.
Op 7 september 1997 werd er een fusie-overeenkomst getekend tussen de FIT en de Fédération Internationale de Gymnastique (FIG). Deze fusie werd door de algemene raad van de FIG goedgekeurd op 24 mei 1998 in het Portugese Vilamoura en op 6 oktober 1998 in het Australische Sydney door het FIT-congres. De fusie vond vervolgens plaats op 1 januari 1999.

## Bestuur
| Periode     | Voorzitter    |
| ----------- | ------------- |
| 1964 - 1968 | Rene Schaerer |
| 1968 - 1990 | Erich Kinzel  |
| 1990 - 1998 | Ron Froelich; |